# Stödpelare
Stödpelare är en typ av vertikal byggnadsdetalj som vanligen bär upp eller stöder/stödjer/stöttar något. Ovan en stödpelare kan en spandrill (även kallad svickel) finnas. Särskild förstärkning av underlaget kan behövas för att undvika sättningar.

## Förekomst

### Byggnader
Taket på Vanadislunden i Stockholms första vattenreservoar uppbars av ett system av stödpelare inne i byggnaden. Stödpelaren kan även anläggas, exempelvis som för en blockpelarkyrka, för att (från sidan) stötta en lång timmervägg så den inte börjar bukta på grund av trycket från taket. Utanpåliggande stödpelare förekommer även för att motverka jordbävningsskador. Buller av tunga maskiner med lågfrekventa vibrationer kan motverkas om maskinerna ställs på fjädrar på ett bjälklag i en byggnadskropp och med tillägg av stödpelare därunder. Även balkonger kan ha stödpelare, såsom de 234 balkonger av trä, stödda av pelare, som finns vid det medeltida Plaza Mayor i Chinchón, Spanien. Ett (utomhus) plattformstak kan bäras upp av stödpelare, som exempelvis på Hökarängen (tunnelbanestation) i Stockholm.
Dock kan stödpelare (möjligen då hellre benämnda pelare) även ha bara dekorativa funktioner, som i exempelvis i Messuby kyrka i Tammerfors, Finland.

### Byggnadsställningar
Modulställningar är mycket flexibla byggnadsställningar. De är uppbyggda av vertikala stödpelare, så kallade spiror, samt horisontella ramar, balkar och plan eller trall. Genom diagonalstag ges konstruktionen ytterligare stabilitet.

### Broar
För att få en balkbro starkare använder man sig av stödpelare och fackverksteknik. Avståndet mellan stödpelarna beror på överbyggnadens bärighet, belastning, längd, underlaget på platsen där bron ska byggas med mera. Lasten från en balkbro förs ned i marken vertikalt via stödpelarna och särskild förstärkning av underlaget kan behövas för att undvika sättningar. Ibland bär stödpelare endast en liten del av en bros aktiva krafter, såsom för träbron vid Essing, Tyskland.

### Kraftverksdammar
En kraftverksdamm av betong (betonglamelldamm) kan sägas ha två delar. Dels ett vattenbärande element eller frontplatta och dels en stödpelare i form av en vertikal skiva. Dessa dammar indelas i flera monoliter, där varje monolit består av frontplatta + stödpelare.

### Tunnlar
Även vid tunneldrivning i berg talar man om stödpelare (av berg).

## Liknande begrepp
Ett liknande begrepp, som vanligen mer handlar om människor som stöder/stödjer/stöttar något, är stöttepelare (och de är alltså INTE stödpelare, stöttestenar eller stötestenar).

### Notförteckning
1. ↑  Cronström (1986), sida 57
2. ↑  Kohi, Samad (2010). ”Hur gör man bostadshusen i Bam jordbävningsresistenta? (Fyrtio år gammal skola klarade sig väldigt bra, bland annat då ändarna hade stödpelare)”. LTH. http://www.hdm.lth.se/fileadmin/hdm/Ex-jobb/Hur_goer_man_bostadshusen_i_Bam_jordbaevningsresistenta_-_Samad_Kohi.pdf. Läst 1 juni 2018.
3. ↑  ”Buller och bullerbekämpning”. Arbetsmiljöverket. september 2005. Arkiverad från originalet den 23 juni 2018. https://web.archive.org/web/20180623222045/http://www.bullerbekamparen.se/UserUploadFiles/buller_bullerbekampning_av_h003.pdf. Läst 1 juni 2018.
4. ↑  ”MKB för Järnvägsplan Nynäsbanan Hemfosa - Tungelsta. Brons nätta stödpelare lättar upp intrycket”. Trafikverket. december 2012. https://www.trafikverket.se/contentassets/a0ce5b85583f43af841812b38175c176/aktuellt/hemfosa-tungelsta_jp_mkb.pdf. Läst 1 juni 2018.
5. ↑  Björkman, Helena (oktober 2005). ”Stabilitetsberäkningar och åtgärdsförslag vid islast på Skålandammen”. UPTEC (ISSN 1401-5765). http://www.w-program.nu/filer/exjobb/Helena_Bjorkman.pdf.
6. ↑  [http://www.befoonline.org/UserFiles/Archive/638/Bergmekanikdag_1989.pdf ”Bergmekanikdag
1989”]. Stiftelsen Bergteknisk Forskning - BeFo. 1989. sid. 89. http://www.befoonline.org/UserFiles/Archive/638/Bergmekanikdag_1989.pdf. Läst 1 juni 2018.